# Thouinia punctata
Thouinia punctata är en kinesträdsväxtart som beskrevs av Ludwig Radlkofer. Thouinia punctata ingår i släktet Thouinia och familjen kinesträdsväxter. Inga underarter finns listade i Catalogue of Life.